# Neurachninae
Neurachninae je podtribus trava u tribusu, Paniceae, dio potporodice Panicoideae. Postoje 3 priznata roda.

## Rodovi
1. Ancistrachne S. T. Blake (3 spp.)
2. Neurachne R. Br. (8 spp.)
3. Thyridolepis S. T. Blake (3 spp.)